# Одоевский, Иван Никитич Большой
Ива́н Ники́тич Большой Одо́евский по прозвищу Мниха (ум. 7 марта 1616) — князь, боярин, новгородский воевода в Смутное время, средний из трёх сыновей боярина Никиты Романовича Одоевского.

## Биография
Впервые упомянут (26 октября 1588) во время торжественного царского обеда он, в чине стольника, «смотрел в большой государев стол». Когда началась война с Швецией, сопровождал царя Фёдора Ивановича в походе в Финляндию в звании рынды при государевом саадаке (1590). В том же году послан к Оке смотреть боярских детей в расположенных там войсках. Участвовал в отражении от Москвы крымских татар, отличился в этом походе и получил в награду золотой (1591). Находился при царском дворе, исправляя обязанности рынды при приёмах послов, участвуя в церемониях и торжественных царских обедов (1592—1597).
На Земском соборе об избрании на царство Бориса Годунова, подписался под соборной грамотой (1598) и в этом же году участвовал в походе нового царя против крымских татар, сделавших набег под самую Москву. Послан осматривать войска, расположенные на южной окраине Русского государства в защиту от внезапного нападения крымцев: в Туле осматривал большой полк, в Крапивне — правую руку, в Дедилове передовой полк (лето 1601).
Участник свадьбы Лжедмитрия I на Марине Мнишек (1606). В этом же году пожалован Лжедмитрием в бояре.
В 1607 году, когда царь Василий Шуйский ходил с войском против Лжедмитрия II, Одоевский остался управлять Москвой. Участвовал в чине свадьбы Василия Шуйского на княжне Марии Буйносовой (1608). Когда тушинцы подступили к Москве принимал участие в её защите осадным воеводой для вылазок у Арбатских ворот (1609).
В 1610 году назначен воеводой в Новгород, где ему и пришлось играть видную роль в истории Смутного времени. В 1610 году был низвержен царь Василий Шуйский, и Москва присягнула королевичу Владиславу. В Москве образовалось новое правительство, которое начало приводить к присяге королевичу и другие города Русского государства. В Новгород послан для приведения к присяге и оберегания от шведов, явившихся в это время на севере и от воровских шаек — И. М. Салтыков. Новгородцы и, вероятно, во главе их и Одоевский, бывший постоянно в хороших отношениях с новгородским митрополитом Исидором, имевшим большое влияние на новгородцев, да, по-видимому, и сам пользовавшийся среди новгородцев уважением и любовью, согласились впустить Салтыкова и присягнуть королевичу не ранее, чем получат из Москвы список с утверждённой крестоцеловальной грамоты, но и получив грамоту присягнули только после того, как взяли с Салтыкова обещание, что он не введёт с собой в город поляков.
Скоро в России возникло сильное движение против поляков. Во главе ополчения, поставившего своей задачей изгнать поляков, стал Прокопий Ляпунов, вместе с некоторыми другими лицами составивший временное правительство, которое, вступив в управление страной, начало рассылать и воевод по городам. В Новгород послан воевода Василий Бутурлин, который немедленно начал переговоры со шведами, задумавшими воспользоваться удобным случаем и овладеть прибалтийскими областями, принадлежавшими Москве.
Шведский генерал Якоб Делагарди, не ожидая серьёзного сопротивления, подошёл к Новгороду и спрашивал воевод, враги они шведам или друзья и хотят ли соблюдать Выборгский договор, заключённый со Швецией при царе Василии Шуйском (март 1611). Воеводы ответили, что это зависит от будущего царя и что они на этот вопрос ответить не имеют права. Бутурлин, прибыв в Новгород, немедленно вступил в сношения с Делагарди, предлагая русскую корону одному из сыновей короля Карла IX. Начались переговоры, которые затянулись, а между Бутурлиным с Одоевским возникли распри. Бутурлин не позволял осторожному Одоевскому принимать мер к охране города, допустил Делагарди, под предлогом переговоров, перейти Волхов и подступить к самому пригородному Колмовскому монастырю, и даже разрешил, новгородским торговым людям поставлять шведам разные припасы.
Шведы поняли, что им представляется очень удобный случай овладеть Новгородом, и 8 июля приступили к осаде, которая была отражена благодаря тому, что новгородцы вовремя успели сжечь окружавшие Новгород посады. Однако новгородцы продержались в осаде недолго: в ночь на 16 июля шведам удалось прорваться в Новгород. Сопротивление им было оказано слабое, так как все ратные люди под начальством Бутурлина, который после непродолжительного боя, пограбив новгородских купцов, удалился из города. Одоевский и митрополит Исидор заперлись в кремле, но, не имея в своём распоряжении ни боевых запасов, ни ратных людей, должны были вступить в переговоры с Делагарди. Был заключён договор на условиях выгодных шведам, и Делагарди был допущен в Новгородский кремль.
По условия договора, новгородцы обязывались порвать всякие отношения с Польшей, принять в покровители и защитники короля шведского, его преемников мужского пола и Королевство Шведское, не имели права без ведома Швеции заключать с кем бы то ни было мир или союз, обязывались выбрать и просить в цари одного из сыновей шведского короля, присягнуть ему и склонять к тому же всё московское государство. До прибытия королевича — Новгород должен был поступить под управление Делагарди, и воеводы новгородские вместе с ним должны были стараться о приведении к присяге королевичу всех окрестных городов. Кроме того, новгородцы должны были не сноситься с Москвой. Делагарди, в свою очередь, обязался не разорять Новгорода, не присоединять к Швеции русских областей, кроме присоединённого уже Корельского уезда, не делать притеснений православной вере и не нарушать её основных прав. Новгородцы обязались исполнять эти условия даже и в том случае, если остальные части Русского государства не согласятся принять их. По этому договору Новгород был совершенно обособлен от всего остального государства и в то же время поставлен в очень тяжёлое положение по отношению к Швеции: новгородцы даже не могли выговорить условия, чтобы королевич для принятия престола принял православие.
Одоевский почувствовал своё тяжёлое зависимое положение от Делагарди, несмотря на то, что шведский король старался задобрить его, и в сентябре 1611 года пожаловал ему в поместье большой и богатый Святорусский Славятинский погост. Все дела по управлению Новгородом и его областью ведал сам Делагарди, Одоевский постоянно чувствовал на себе его контроль, все грамоты и челобитья писались на имя «боярина Якова Пунтосовича» (Делагарди) и потом уже в них помещалось имя князя Ивана Никитича, иногда же оно и вовсе пропускалось. В декабре 1611 года Одоевский должен был вместе с митрополитом Исидором послать в Стокгольм уполномоченных с предложением русского престола одному из шведских королевичей. Разумеется, при таком положении дел Одоевский, да и все новгородцы во главе со своим митрополитом Исидором, по-видимому, сохранявшим самые лучшие отношения с Одоевским, старались найти где-либо поддержку против шведов и обратились к Москве, с целью восстановить нарушенное единство, склонить и остальное государство к выбору шведского королевича.
В Московском государстве появилась новая сила, стремившаяся восстановить нарушенный смутой порядок — земское ополчение во главе с князем Дмитрием Пожарским. Пожарскому выгодно было начать сношения с Новгородом, так как, ведя борьбу с поляками, он должен был обезопасить себя от шведов. Между Ярославлем, где тогда находилось земское ополчение, и Новгородом начались оживлённые пересылки. Первый начал их князь Пожарский, послав в Новгород Степана Татищева с грамотами к Одоевскому и митрополиту Исидору и с просьбой сообщить ему о положении со шведами. Одоевский и Исидор также отправили в Ярославль своих послов, Фёдора Оболенского с выборными из новгородцев, которые должны были уговаривать признать царём шведского королевича. Пожарский соглашался, но с условием, что королевич примет православие, и после довольно продолжительных споров Оболенский от имени Новгорода обещал, что в случае отказа королевича принять православие Новгород присоединится к Москве. Однако, когда, после изгнания поляков из Москвы, Одоевский снова послал послов к Пожарскому с напоминанием о договоре, заключённом в Ярославле и об обещании избрать на царство шведского королевича, послы получили ответ, что «такого великого государственного и земского дела, не обославшись и не учиня совета с Казанским, Астраханским, Сибирским и Нижегородским государством и со всеми городами Российского царства, со всякими людьми от мала до велика, одним учинить нельзя». В 1613 году на Земском соборе был избран на царство Михаил Фёдорович Романов.
Одоевский с новгородцами оказался в безвыходном положении: присоединиться к Москве не было возможности, так как Новгород был в руках Делагарди и новгородцы были связаны прежним договором, но и разорвать с Москвой было тяжело. К этим затруднениям присоединилось ещё и то, что в самом Новгороде положение усугубилось. Карл IX умер, и его преемник Густав II Адольф прислал в Новгород грамоту в июне 1613 года, в которой извещал, что отправил своего брата Карла Филиппа в Выборг, куда должны явиться и уполномоченные от Новгорода и от всей России для окончания дела избрания его на царство. Одоевский и новгородцы должны были повиноваться, и в Выборг было отправлено посольство во главе с Хутынским архимандритом Киприаном бить челом королевичу, чтоб он немедленно шёл в Новгород. Карл Филипп, однако, ехал в Выборг вовсе не для того, чтобы царствовать в Новгороде: он рассчитывал занять престол в Москве и начал предъявлять, претензии на всероссийский престол. Новгородцы не могли доставить ему московского престола, и Карл Филипп уехал в Стокгольм. В Новгороде на смену Делагарди явился шведский фельдмаршал Эверт Горн, человек очень резкий, обращавшийся с новгородцами ещё хуже, чем Делагарди, и видевший в Новгороде не государство, с которым нужно вести сношения согласно заключённому договору, а покорённую территорию. Он объявил Одоевскому и выборным новгородцам, что Густав Адольф сам хочет быть королём в Новгороде и предлагает Новгороду соединиться с Швецией, но на известных правах, так, как соединились Литва и Польша, угрожая в случае непокорности окончательным присоединением Новгорода к Швеции, но уже на правах покорённой области (январь 1614). Положение, в которое был поставлен Одоевский этим запросом, было критическое, но он нашёл возможным извернуться, сказав Горну, что такое великое дело не может быть решено без опроса всех жителей. Новгородцы немедленно были опрошены, но вопрос был поставлен очень хитро: «хотят ли целовать крест Густаву Адольфу, или хотят остаться при прежней присяге королевичу Карлу Филиппу», на что новгородцы выразили желание остаться при прежней присяге. Эверт Горн настаивал на присяге самому королю, утверждая, что королевич Филипп отказался от новгородского престола.
Не будучи более в состоянии выносить владычества шведов и тех насилий, которые Горн допускал над жителями, стали раздаваться голоса за присоединение к Москве. Никифор Мещерский с некоторыми другими новгородцами прямо заявил шведскому фельдмаршалу: «Вы хотите души наши погубить, а нам от Московского государства не отлучаться». Одоевский также, по-видимому, сочувствовал движению к Москве, но он понимал, что для этого необходима борьба со шведами и осознавал невозможность бороться одними собственными силами без ратных людей и без запасов, и решил обратиться к Москве, прося у нового царя помощи против шведов. Он притворился, что согласен присягнуть шведскому королю, но заявил Горну, что прежде присяги он должен напомнить московским боярам их прежнее обещание — признать королевича своим царём и под этим предлогом послал в Москву своих послов, архимандрита Киприана и нескольких выборных. Послы явились к боярам и били челом, что неволей целовали крест королевичу, а теперь хотят просить у царя, чтобы он вступился за Новгородское государство и не дал бы ему окончательно погибнуть от шведского произвола. Царь Михаил Фёдорович принял послов очень милостиво и велел дать им две грамоты: одну официальную, в которой все новгородцы назывались изменниками, а другую тайную, в которой царь писал, что он прощает новгородцам все их вины. Послы возвратились с двумя такими грамотами в Новгород, официально показывали только одну грамоту, но тайно распространяли среди народа другую. Между тем, в продолжение всех этих событий велась оживлённая война Швеции с Россией, затем начались переговоры, окончившиеся 27 февраля 1617 года Столбовским миром, по которому Новгород снова отошёл к Москве.
Князь Иван Никитич не дожил до этого. Он умер 7 марта 1616 года, находясь на новгородском воеводстве. Похоронен в Троице-Сергиевой лавре. Над его могилой был установлен надгробный камень с надписью: "Боярин князь Иван Никитич Одоевский большой представился 124 (1616) года марта в 7 день".

## Семья
Жена — Агафья Игнатьевна, дочь И. П. Татищева
Дети:
- Иван Большой
- Василий
- Никита (ок. 1605—1689) — ближний боярин и воевода, один из крупнейших землевладельцев Русского царства
- Иван Меньшой (ум. 1628) — наместник, боярин и воевода

## Критика
В источниках годом пожалования ему боярства указан 1606 (7114), между тем, как в поимённой росписи духовных и светских чинов, составленные в правлении Лжедмитрия I Государственный Совет — написанный (июнь 1605) князь Иван Никитич Большой уже числится бояриным.